# 二叶獐牙菜
二叶獐牙菜（学名：Swertia bifolia）为龙胆科獐牙菜属下的一个种。